# Lago di Lucrino
Il lago di Lucrino è un bacino naturale della città metropolitana di Napoli, situato sulla costa dei Campi Flegrei, a poca distanza dal lago d'Averno. Si è formato in epoca antica a seguito del moto ondoso del mare che, apportando progressivamente della sabbia, ha col tempo chiuso un'insenatura naturale con un istmo.

## In epoca romana

### Gli allevamenti ittici

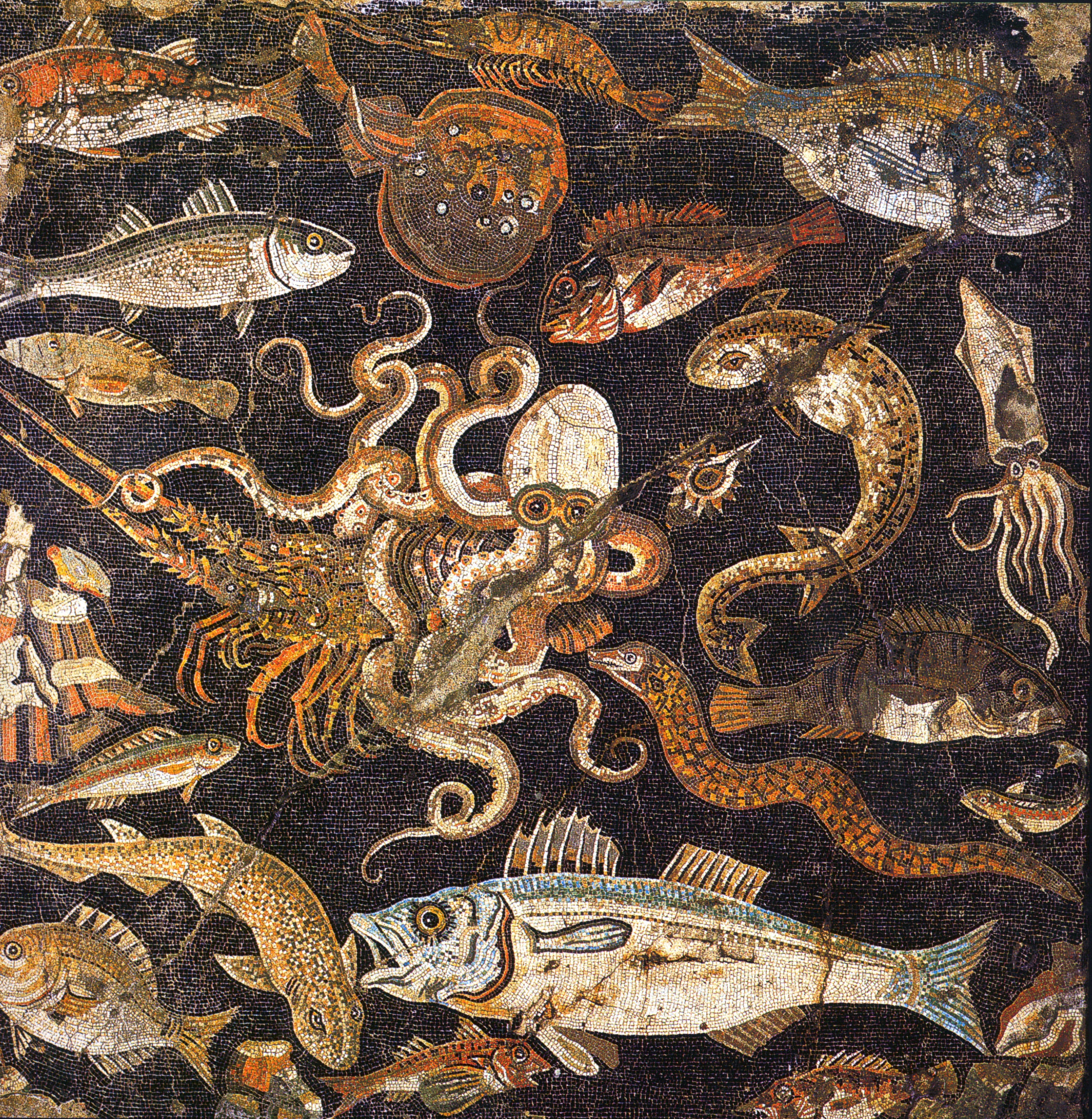
Mosaico con catalogo di pesci, da Pompei.

Il nome Lucrino deriva dal latino lucrum (lucro, guadagno, profitto) per gli allevamenti di pesci e soprattutto di ostriche che nel I secolo a.C. vi impiantò il senatore romano Sergio Orata, uno degli uomini più ricchi dell'epoca.
In seguito, a causa del moto bradisismico discendente, essendo penetrate nel lago le onde marine e avendone danneggiato gli impianti, gli allevatori richiesero al Senato Romano di intervenire. Le opere di restauro e di soprelevazione dell'istmo che separava il lago dal mare (Via Herculea) furono fatte realizzare da Giulio Cesare, e magnificate da Virgilio. Tali opere vengono ricordate anche dall'umanista Flavio Biondo, nel libro tredicesimo dell'Italia Illustrata, dedicato alla Campania.
Gli allevamenti di pesci e ostriche, molto redditizi, proseguirono per tutto il periodo dell'impero romano, come attestano le famose fiaschette vitree puteolane del IV secolo, sulle cui superfici sono rappresentati i principali monumenti della costa che va da Pozzuoli fino a Miseno. In particolare le fiaschette conservate a New York, Varsavia e Ampurias recano la scritta "ostriaria" e mostrano gli impianti di allevamento delle ostriche quali reticoli di palafitte, alle quali sono sospese delle corde che, come collane, presentano infilate delle ostriche.

### La via Herculea

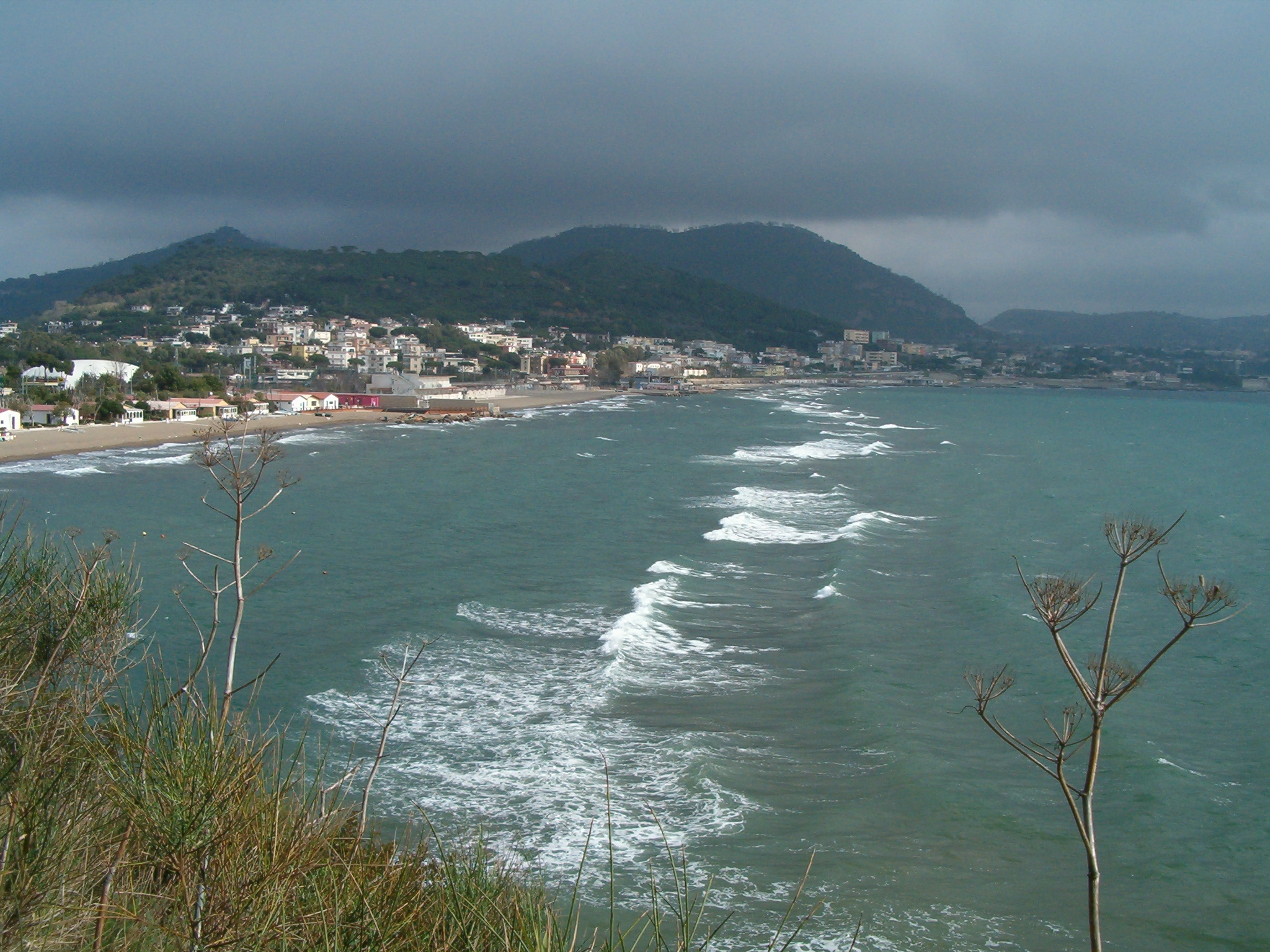
Portus Julius da Punta Epitaffio - Il tracciato dell'antica strada romana via Herculea, che correva sull'argine che separava l'antico lago di Lucrino dal mare, oggi sommersa per effetto del bradisismo, è riconoscibile nei giorni di mareggiata perché, trattandosi di un bassofondale, le onde vi si infrangono. La curvatura sullo sfondo è dovuta all'interruzione della strada per la presenza dell'antico canale di ingresso nel lago.

Il sottile istmo che separava il lago di Lucrino dal mare, secondo il mito, venne attribuito a Eracle che l'avrebbe creato quando dal remoto occidente condusse in Grecia i buoi che aveva rubato al mostruoso Gerione. Sull'istmo fu successivamente costruita una strada che, in ricordo dell'eroe, fu chiamata Via Herculea o Via Heraclea o Via Herculanea. 
Nel I secolo a.C., essendo stata sommersa dalle onde marine, Giulio Cesare ne curò il restauro sopraelevandola.
Nel 37 a.C. Agrippa tagliò l'istmo e la strada per permettere alle navi di accedere nel bacino del lago Lucrino, trasformato parzialmente in porto militare, e ricollegò i due tronconi di strada con un ponte ligneo mobile.
La strada carrozzabile che passa sull'istmo fra il mare e il Lago Lucrino odierno non corrisponde al tracciato dell'antica via Herculea. Infatti, per effetto del bradisismo la via Herculea è attualmente sommersa nel mare a 3,5-4 metri di profondità, parallelamente alla costa di Lucrino a 350-500 metri più al largo. L'antica via è riconoscibile nelle fotografie aeree, oppure nei giorni di mareggiata o, anche, eseguendo delle immersioni.

### Il porto militare
Nel 37 a.C., nel corso della guerra navale che vide contrapporsi Ottaviano a Sesto Pompeo, Marco Vipsanio Agrippa installò, a sostegno di Ottaviano, nel Lago d'Averno e nella parte orientale del lago Lucrino un porto militare, Portus Julius, mentre gli allevamenti ittici proseguivano nella metà occidentale del lago. Per permettere alle navi di accedere al bacino, egli tagliò l'istmo carrabile della Via Herculea, realizzando un canale di ingresso di 300 m formato da due frangiflutti paralleli, che veniva scavalcato da un ponte ligneo mobile che garantiva la percorribilità dell'istmo. Il Portus Julius ebbe vita breve nel Lucrino, in quanto il bacino, essendo poco profondo e andando soggetto ad insabbiamento, risultò ben presto inadatto alle pesanti navi da guerra. Già nel 12 a.C. la flotta militare imperiale venne trasferita a Miseno, mentre gli impianti portuali nel lago Lucrino continuarono a essere utilizzati per scopi civili e commerciali.

### Ville e terme
In epoca romana il Lucrino fu un lussuoso luogo di villeggiatura. Rientrando fra gli insediamenti costieri particolarmente amati dai Romani per l'amenità dei luoghi, vide sorgere lungo tutta la costa magnifiche ville e dimore di personaggi di rango dell'epoca, da Puteoli a Baiae, a Misenum senza soluzione di continuità.
Oltre a Sergio Orata, possedette una villa che si affacciava sul Lucrino
Marco Tullio Cicerone, villa da lui chiamata Cumanum o Academia, famosa in seguito per aver ospitato le spoglie dell'imperatore Adriano, morto nel 138 in uno dei palazzi imperiali nella vicina Baia. Dopo la morte di Cicerone, la villa passò di proprietà ad Antistio Vetere il quale, eseguendovi dei lavori di ristrutturazione, fece sgorgare una sorgente di acqua termale, citata da Plinio il Vecchio e che nel medioevo veniva ancora chiamata Balneum Ciceronis o Balneum Prati e utilizzata a fini curativi.
Il Lucrino vide intorno al suo bacino una grande concentrazione di fonti termali. Esse sono attestate sia dai resti di impianti termali di epoca romana, tuttora riconoscibili intorno al suo specchio d'acqua, sia dal catalogo che nel XIII secolo compilò Pietro da Eboli.
Molte delle sorgenti termali esistenti in epoca romana e utilizzate fino al medioevo a fini terapeutici, scomparvero irrimediabilmente nel 1538 in seguito all'eruzione del Monte Nuovo.

### Miti e leggende
Il lago Lucrino fu chiamato in antico anche "Acherusio" perché si credette di identificarvi la Acherusia palus (nome attribuito più spesso al lago Fusaro), così come si pensò che il lago potesse essere identificato con i fiumi infernali Cocito o Piriflegetonte. La prossimità col lago d'Averno, considerato nell'antichità l'ingresso agli Inferi, connotava evidentemente tutta l'area, ed eventuali fenomeni fisici inconsueti potevano far sorgere leggende e favole. Virgilio narra infatti di presunti fenomeni di ebollizioni, forse causate da emissioni sulfuree o magmatiche.
Connessa all'idea che la zona avesse a che fare con il regno dei morti, abbiamo la testimonianza da un lato di Plinio il Vecchio che ci parla di una città Cimmera collocata fra il lago di Lucrino e il lago d'Averno; dall'altro abbiamo Strabone che, citando Eforo, precisa che i Cimmeri vivevano in case sotterranee collegate da gallerie, dove essi accoglievano gli stranieri che venivano per interrogare l'oracolo ctonio dei morti (nekyomanteìon chthònion), e che proprio grazie all'oracolo essi traevano parte del loro sostentamento, pare con una tariffa per le consultazioni fissata dal loro re.

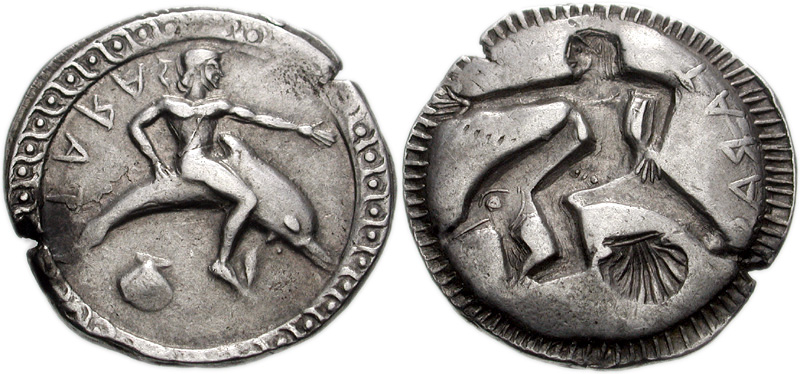
Giovane a cavallo di un delfino (moneta di Taranto del 510 a.C.).

Il lago di Lucrino era inoltre la scena di un noto racconto di Plinio il Vecchio circa un delfino che, all'epoca di Augusto, era penetrato nel lago. Un bambino che soleva passare di lì per andare a scuola, avendolo notato, aveva preso l'abitudine ogni giorno di chiamarlo, dandogli da mangiare la merenda che portava con sé. Fra i due era nata una grande amicizia, al punto che il delfino lo faceva montare in groppa, per portarlo sul dorso fino alla scuola a Baia e, più tardi, tornava a prenderlo per riportarlo a casa a Pozzuoli. Questo era durato per diversi anni, fino a quando il bambino non si era ammalato ed infine era morto. Il delfino però continuava a venire ogni giorno nel luogo consueto ad attendere invano che il bambino arrivasse, finendo per immalinconirsi sempre di più, fino a quando non era morto anch'esso, per la tristezza.

Il cui tema del fanciullo a cavallo di un delfino non era in realtà specifico del lago Lucrino, ma era diffuso in tutto il bacino del Mediterraneo.
Nella letteratura antica il Lucrino si ritrova anche in Orazio, Marziale, Properzio e Virgilio.

## In epoca medievale e moderna

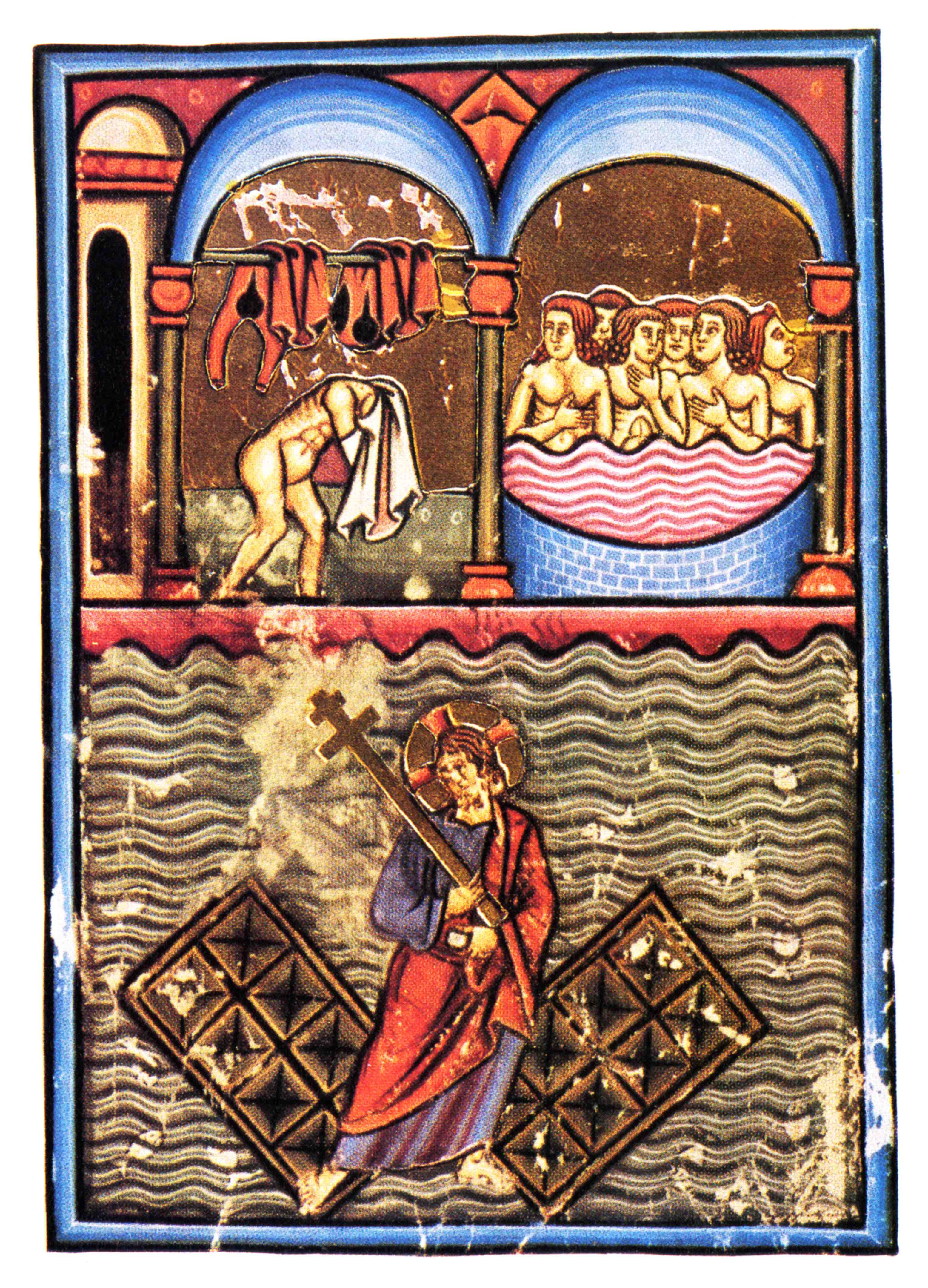
Pietro da Eboli: Balneum Tripergulae. L'impianto termale romano, distrutto dall'eruzione del Monte Nuovo, era caratterizzata da due stanze, una adibita a spogliatoio e l'altra per le cure. Trovandosi il bagno presso il lago d'Averno considerato fin dall'antichità l'ingresso al Regno dei Morti, la miniatura mostra Gesù che, prima di risorgere, vi discende per infrangere le porte dell'Ade.

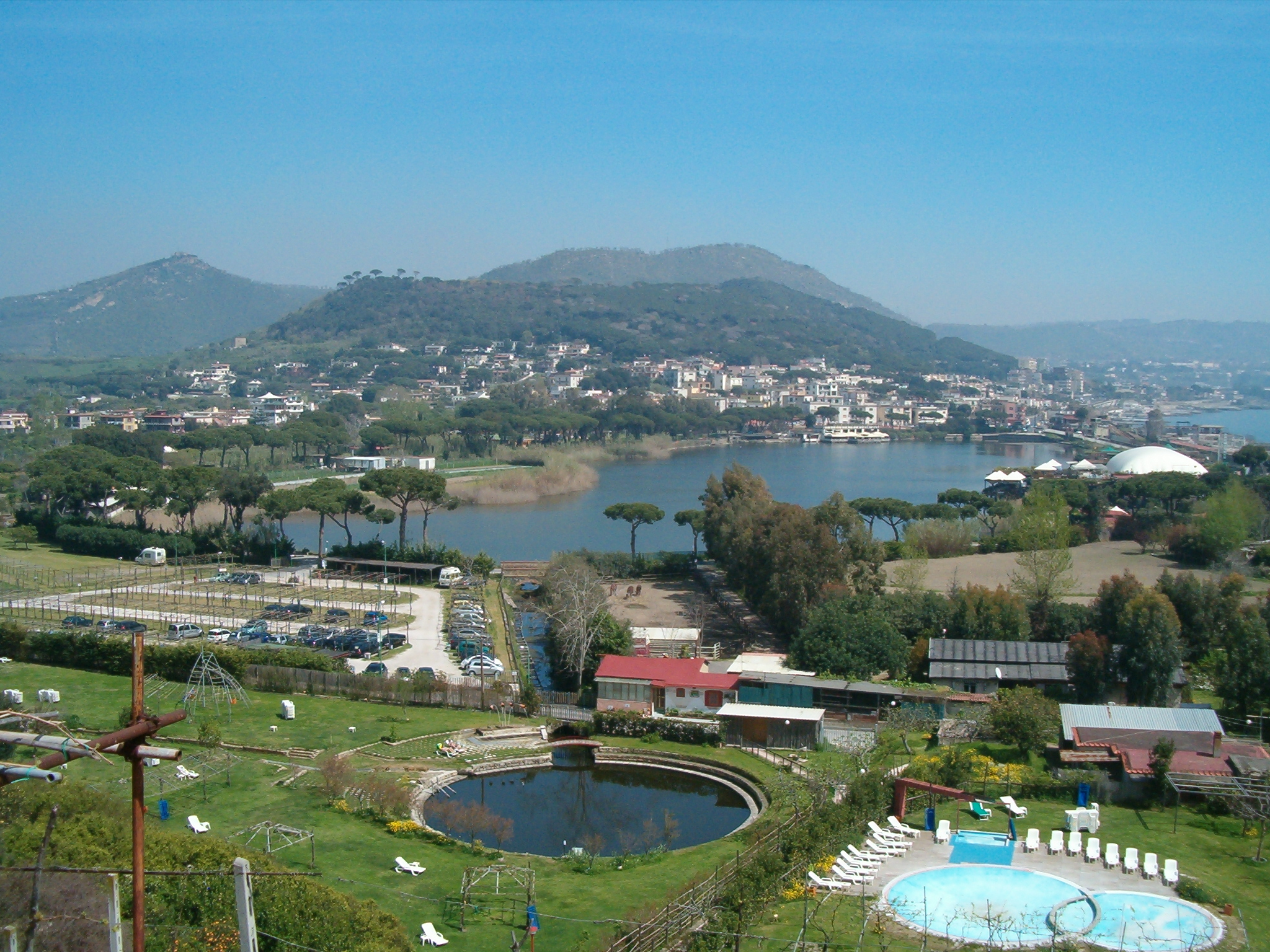
Il bacino del lago Lucrino oggi, ai piedi del Monte Nuovo. In basso le terme denominate "Stufe di Nerone".

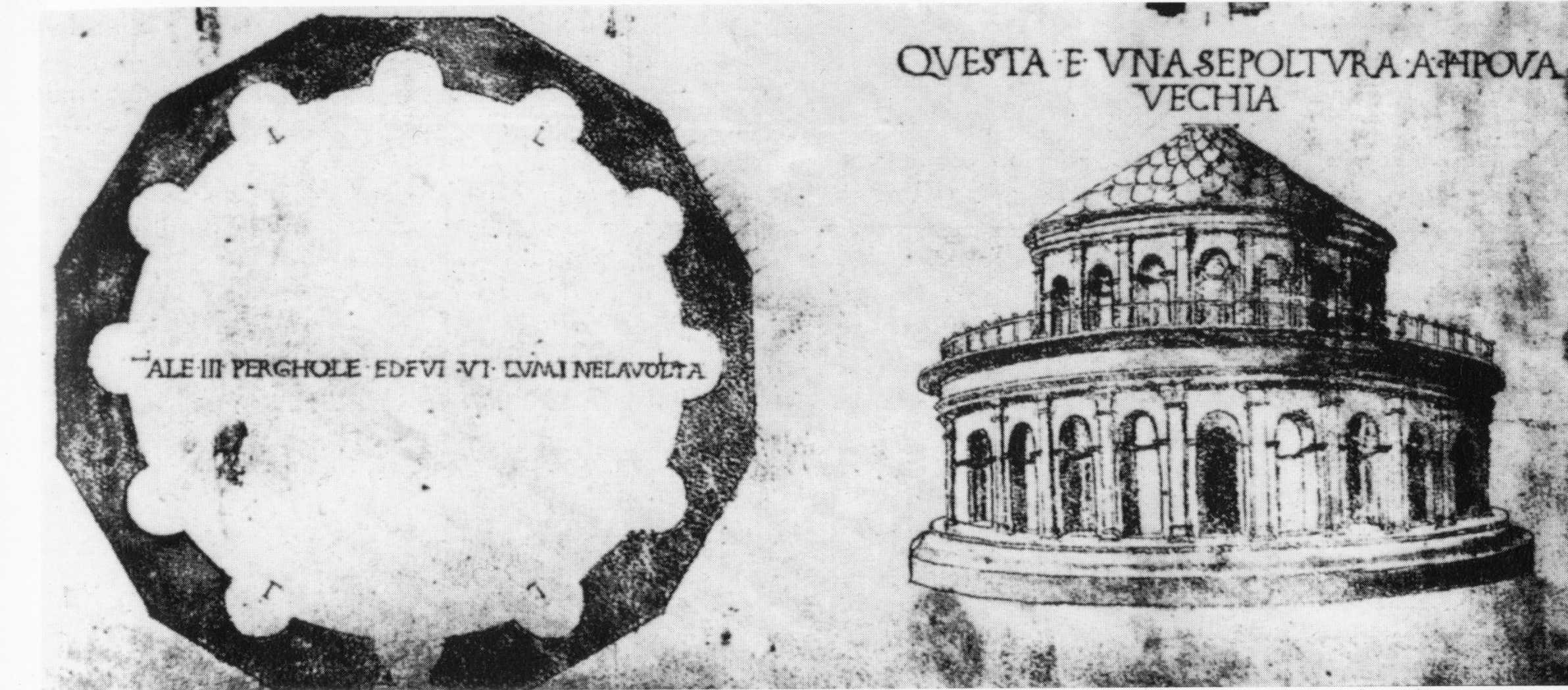
Il "Truglio" di Tripergole andato distrutto o sepolto nel 1538 dall'eruzione del Monte Nuovo.

### Il lago scomparso
In epoca altomedievale, nella prima metà del IX secolo i Campi Flegrei subirono la loro massima sommersione marina dovuta al bradisismo negativo. A Pozzuoli le colonne marmoree dell'antico mercato romano chiamato Tempio di Serapide vennero intaccate dai litodomi fino a un'altezza di 6,30 m dal piano pavimentale. Nonostante la mancanza di fonti scritte al riguardo, è chiaro tuttavia che in questa epoca il lago di Lucrino non esisteva più, essendo completamente sommerso dal mare.
Nel 1341 giunse a Napoli, alla corte del re angioino Roberto d'Angiò, Giovanni Boccaccio. Visitando la zona flegrea notò che il mare agitato irrompeva nel lago d'Averno. Dunque, ancora nel XIV secolo il lago Lucrino era del tutto cancellato dalla sommersione bradisismica, anche se l'area flegrea stava progressivamente riemergendo. Ancora nel '500 il Lucrino risultava sommerso dal mare e appariva come una profonda insenatura marina che raggiungeva l'imboccatura del lago d'Averno, baia sulla quale si affacciava il villaggio di Tripergole.

### Tripergole, un villaggio per cure termali
A seguito dell'opera di Pietro da Eboli, De Balneis Puteolanis, scritta nel XIII secolo alla corte di Federico II di Svevia, gli Angioini incoraggiarono l'uso delle sorgenti flegree a fini terapeutici. Sul lago Lucrino, presso una piccola collinetta di tufo, chiamata Monticello del Pericolo, su cui essi avevano edificato un castello, sorse un villaggio chiamato Tripergole. Esso si sviluppò dove più numerose si addensavano le fonti e gli impianti termali romani, a seguito dell'afflusso dei malati. Il villaggio aveva due chiese, un ospedale con circa 30 letti fatto costruire da Carlo II d'Angiò con annessa una farmacia, tre ostelli per i forestieri, ed infine una casina di caccia reale ed una cavallerizza. Nella costruzione dell'ospedale fu coinvolto anche l'architetto e scultore Gagliardo Primario.

### L'eruzione del Monte Nuovo
Il 29 settembre 1538, dopo una serie di fenomeni anticipatori (terremoti, ritiro del mare a seguito di una imponente sollevazione del suolo, boati sotterranei ecc.) e dopo un'eruzione vulcanica durata 5 giorni, sorse dal nulla il Monte Nuovo. L'eruzione cambiò totalmente la topografia del luogo e cancellò completamente il villaggio di Tripergole con tutti i suoi edifici civili, religiosi e militari. Scomparve il Monticello del Pericolo, furono totalmente distrutte le antiche sorgenti termali e vennero sepolti gli impianti di epoca romana che si trovavano presso il villaggio. Risultarono distrutti anche i resti della villa di Cicerone chiamata Academia e scomparve anche una grande sala termale romana di forma circolare, caratterizzata da sei finestre nella cupola, chiamata Truglio. Infine, il lago Lucrino subì un drastico ridimensionamento, riducendosi ad un decimo di quello che era stata la sua estensione in epoca romana, così come appare ancora al giorno d'oggi.
Probabilmente nei mesi (o negli anni) successivi all'eruzione il suolo si riabbassò progressivamente: secondo alcuni ritornando alla quota che aveva nel 1530, secondo altri abbassandosi di circa 3 m.

Una tavola del 1586 conservata al Museo di San Martino a Napoli che ritrae una veduta generale a volo d'uccello dei Campi Flegrei da Posillipo fino a Cuma, mostra un Lucrino praticamente inesistente, forse per la quota a cui il lago venne a trovarsi a seguito dell'eruzione, probabilmente diversi metri al di sopra del livello del mare.

## Oggi
Oggi Lucrino è una frazione del comune di Pozzuoli, che comprende gli insediamenti abitativi intorno all'omonimo lago. Il paese è caratterizzato da varie tipologie di edilizia residenziale, ai piedi del Monte Nuovo.
Seppure notevolmente ridotte rispetto all'epoca antica, tuttavia permangono in zona sorgenti di acque termali. Ancora utilizzate sono le Stufe di Nerone, situate ai piedi del Monte delle Ginestre, dove oltre agli impianti moderni per le immersioni, sono tuttora in uso alcune strutture di epoca romana quali gli ambienti a volta delle saune e una pozza per i fanghi all'aperto. In riva al mare, ai piedi del Monte Grillo, è possibile immergersi in acque caldissime in apposite vasche situate sulla spiaggia.
Un antico laconicum (sauna) realizzato dai Romani nella collina tufacea di Tritoli e conosciuto nel medioevo come Sudatorium Trituli o Sudatorium Magnum, situato al di sopra della galleria della Ferrovia Cumana, e consistente in alcune stanze rettangolari fornite di letti in tufo dalle quali si dipartono due profondi cunicoli che si addentrano per circa 80 m all'interno della montagna, è oggi occupato dai discendenti di sfollati che, rifugiatisi qui durante il secondo conflitto mondiale per sfuggire ai bombardamenti, decisero di rimanere stabilmente, facendone la loro dimora,  naturalmente riscaldata nei periodi invernali dalle calde esalazioni che tuttora si sprigionano dal fondo dei cunicoli.